# Pointe du Chevrier
Pointe du Chevrier är en bergstopp i Schweiz. Den ligger i distriktet Riviera-Pays-d'Enhaut och kantonen Vaud, i den sydvästra delen av landet, 60 km sydväst om huvudstaden Bern. Toppen på Pointe du Chevrier är 1 808 meter över havet.